# Williams Ríos
Williams Deangelo Ríos (* 1. Oktober 1993) ist ein panamaischer Hürdenläufer, der sich auf die 110-Meter-Distanz spezialisiert hat, aber auch im Hochsprung an den Start geht.

## Sportliche Laufbahn
Erste Erfahrungen bei internationalen Meisterschaften sammelte Williams Ríos im Jahr 2012, als er bei den Junioren-Zentralamerika- und Karibikmeisterschaften in San Salvador in 14,73 s die Bronzemedaille im 110-Meter-Hürdenlauf gewann. Anschließend belegte er bei den Zentralamerikameisterschaften in Managua in 15,07 s den vierten Platz und gewann mit der panamaischen 4-mal-100-Meter-Staffel in 42,45 s die Silbermedaille hinter dem Team aus Costa Rica. Im Jahr darauf siegte er bei den Zentralamerikaspielen in San José im Hochsprung mit einer Höhe von 2,05 m und erreichte anschließend bei den Südamerikameisterschaften in Cartagena mit übersprungenen 2,00 m Rang zehn. 2014 belegte er bei den Zentralamerikameisterschaften in Tegucigalpa in 14,91 s den vierten Platz im Hürdensprint und wurde im Hochsprung mit 1,96 m Vierter. Zudem erreichte er mit der 4-mal-400-Meter-Staffel in 3:34,98 min den fünften Platz. Anschließend klassierte er sich bei den U23-Südamerikameisterschaften in Montevideo in 14,74 s auf dem siebten Platz im Hürdenlauf und erreichte im Hochsprung mit 2,00 m Rang fünf.
2015 schied er bei den Südamerikameisterschaften in Lima mit 14,84 s im Vorlauf aus und gewann anschließend bei den Zentralamerikameisterschaften in Managua in 14,45 s die Silbermedaille hinter dem Guatemalteken Gerber Blanco. 2016 siegte er bei den Zentralamerika- und Karibikmeisterschaften in San Salvador mit einer Höhe von 2,16 m im Hochsprung und gewann im Hürdensprint in 14,91 s die Bronzemedaille. Im Jahr darauf gewann er dann bei den Zentralamerikameisterschaften in Tegucigalpa mit 2,05 m die Bronzemedaille im Hochsprung und 2019 gewann er in Managua in 14,31 s die Silbermedaille im Hürdensprint sowie in 41,52 s mit der 4-mal-100-Meter-Staffel, während er sich mit der 4-mal-400-Meter-Staffel in 3:17,98 min die Bronzemedaille sicherte. 2020 wurde er bei den erstmals ausgetragenen Hallensüdamerikameisterschaften in Cochabamba in 8,17 s Vierter im 60-Meter-Hürdenlauf.
2014 und 2015 wurde Ríos panamaischer Meister im 110-Meter-Hürdenlauf.

## Persönliche Bestzeiten
- 110 m Hürden: 14,31 s (+0,9 m/s), 23. Juni 2019 in Managua
  - 60 m Hürden (Halle): 8,17 s, 1. Februar 2020 in Cochabamba
- Hochsprung: 2,16 m, 18. Juni 2016 in San Salvador